# Siete Aguas
Siete Aguas község Spanyolországban, Valencia tartományban. Siete Aguas Buñol, Chiva, Gestalgar, Chera, Valencia és Requena községekkel határos. Lakosainak száma 1279 fő (2024).

## Népesség
A település népessége az utóbbi években az alábbiak szerint változott:
| Lakosok száma | 1192 | 1232 | 1349 | 1427 | 1476 | 1322 | 1196 | 1154 | 1180 | 1279 |
|               | 2001 | 2004 | 2007 | 2009 | 2012 | 2014 | 2017 | 2019 | 2022 | 2024 |